# 鲍里斯·亚拉克
鲍里斯·亚拉克（1963年4月19日—），克罗地亚男子手球运动员。他曾代表南斯拉夫国家队参加1988年夏季奥林匹克运动会手球比赛，获得一枚铜牌。